# Rakfisk

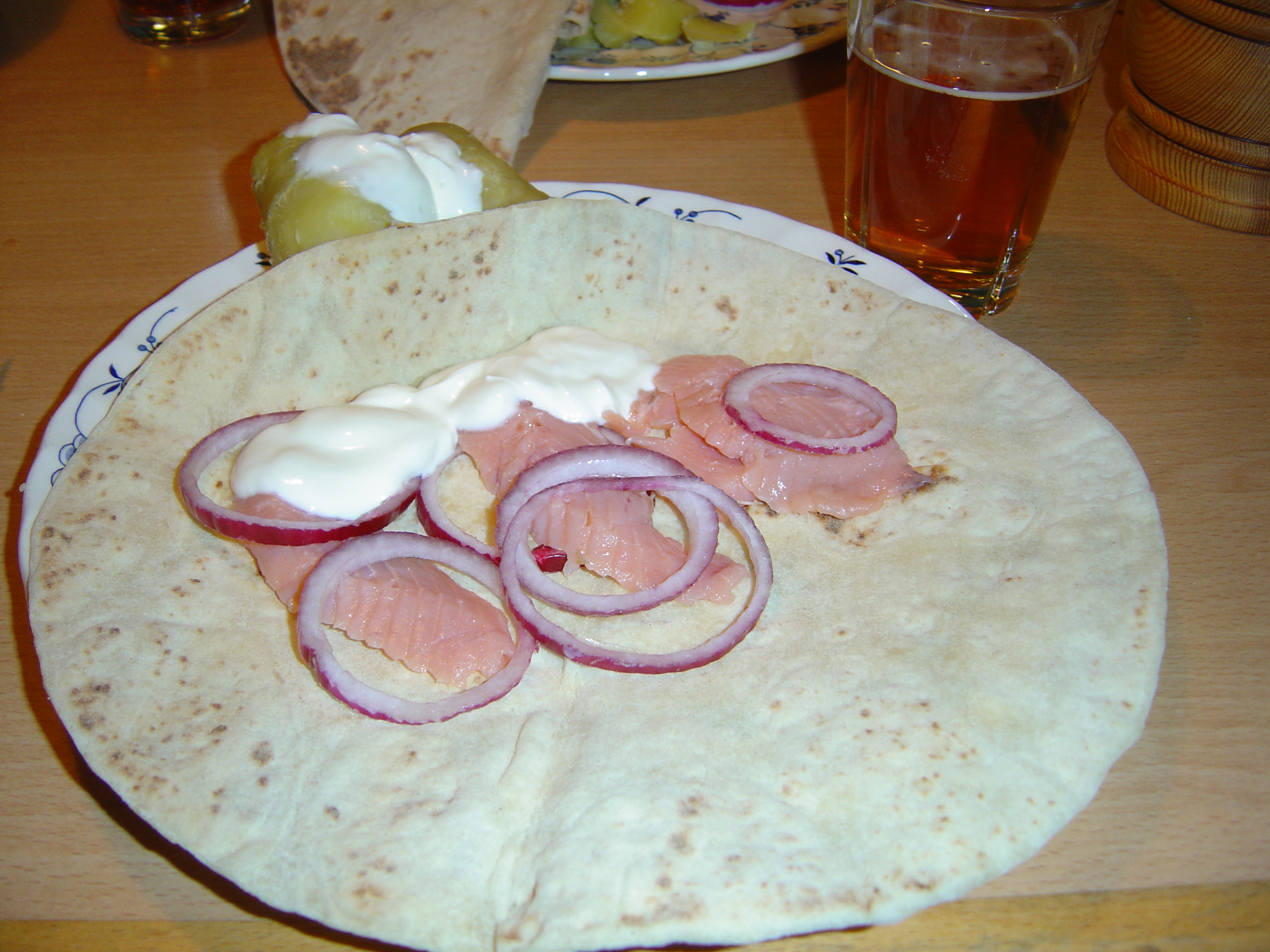
Um lefse com rakfisk.

Rakfisk (norueguês: peixe empapado) é um prato típico norueguês feito com truta salgada e fermentada por dois ou três meses, e comida sem cozimento. O Rakfisk normalmente é servido cortado como um filé, servido com cebola crua, lefse, creme azedo e batatas-amêndoa. Algumas vezes, é servida com molho de mostarda. Não é indicado para pessoas com baixa imunidade ou para mulheres grávidas.
O prato é relacionado ao surströmming sueco, e provavelmente possui a mesma origem na cultura escandinava. O primeiro registro do termo rakfisk foi em 1348, mas provavelmente esse alimento é ainda mais antigo.